# Petrolacosaurus
Petrolacosaurus var en liten 40 centimeter lång reptil, en av de tidigaste kända diapsiderna. Den levde under yngre karbon för 300 miljoner år sedan. Den förhistoriska reptilens diet bestod kanske främst av små insekter. Fossil efter Petrolacosaurus har hittats i Kansas.

## I populärkulturen
Petrolacosaurus framträdde i BBCs TV-serie Monstrens tid - Livet före dinosaurierna 2005. 